# Metapioplasta pergratiosa
Metapioplasta pergratiosa là một loài bướm đêm trong họ Noctuidae.